# Joseph Rodman Drake

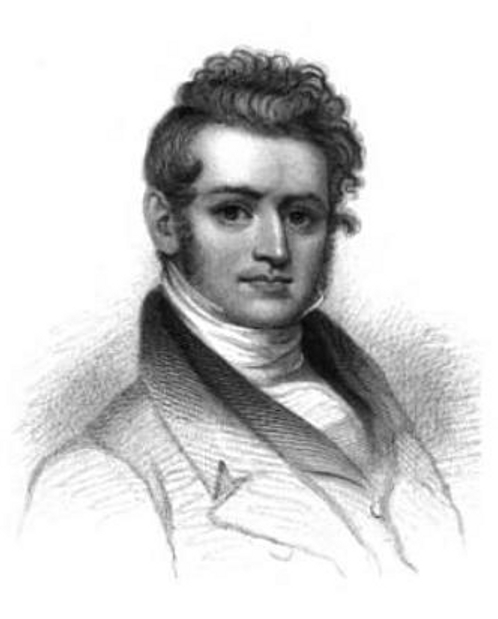
Joseph Rodman Drake

Joseph Rodman Drake (ur. 1795, zm. 1820) – poeta amerykański. Urodził się 7 sierpnia 1795 w Nowym Jorku. Był wychowywany przez krewnych, odkąd jego ojciec zmarł, a matka powtórnie wyszła za mąż i wyjechała do Nowego Orleanu. W 1816 ukończył akademię medyczną. Był przyjacielem poety Fitz-Greene’a Hallecka. Zmarł w Nowym Jorku 21 września 1820. Wbrew jego życzeniu, żeby zniszczyć niewydane poezje, jego liryki ukazały się w 1835 pod tytułem The Culprit Fay and Other Poems. Do najbardziej znanych utworów Drake’a należy poemat The American Flag. Fitz-Greene Halleck uczcił przyjaciela wierszem On the Death of Joseph Rodman Drake.
Green be the turf above thee,
Friend of my better days!
None knew thee but to love thee,
Nor named thee but to praise.